# Hamdanidi
Hamdanidi (arap. حمدانيون‎) su bili arapska šijitska dinastija koja je u 10. stoljeću vladala područjima današnje Sirije, Iraka i Turske. Hamdanidi potječu od starovjekovnog kršćanskog plemena Taghlib koje je naseljavalo sjevernu Arabiju odnosno južnu Mezopotamiju, a osnivačem njihove vladarske dinastije smatra se Hamdan ibn Hamdun kojem je abasidski kalif 890. godine povjerio upravu nad Mardinom u jugoistočnoj Anatoliji. Njegovom sinu Abdulahu (904. – 929.) povjerena je uprava nad Mosulom (906.) odnosno Bagdadom (914.), a Abdulahovom nasljedniku Hasanu Nasir ad-Dauli (929. – 968.) Mosul, Alep i Diyarbakır. Hasanova tiranska vlast dovela je do njegovog svrgavanja od strane vlastite obitelji, a desetak godina kasnije dinastija doživljava veliki udarac kada ih 979. godine u Mezopotamiji poražava iransko Bujidsko Carstvo. Hamdanidi su vodili sukobe i s Bizantom odnosno Fatimidima koji ih pokoravaju 1003. godine. Hamdanidi su ostali upamćeni kao vrsni ratnici ali i pokrovitelji arapske umjetnosti, posebice književnosti.